# ميشال هورنستين
ميشال هورنستين (بالإنجليزية: Michal Hornstein) (و. 1920 – 2016 م) هو رجل أعمال من كندا . ولد في كراكوف .
توفي في مونتريال .

## جوائز وترشيحات
حصل على جوائز منها:
- Grand Officer of the National Order of Quebec (سنة 2013)[3]
- Officer of the National Order of Quebec (سنة 2002)[3]
- Knight of the National Order of Quebec (سنة 1993)[3]
- Member of the Order of Canada.